# Eluana Englaro
Eluana Englaro (Lecco, 25 de novembre de 1970 - Udine, 9 de febrer de 2009) fou una dona italiana que passà bona part de la seva vida en coma, i que la seva mort assistida generà una gran debat social a Itàlia.

## Inicis
Nascuda el 25 de novembre de 1970 a la ciutat italiana de Lecco patí un accident de trànsit el 18 de gener de 1992, que la deixà en estat vegetatiu la resta de la seva vida. Davant de la situació, el seu pare va donar suport a la possibilitat de suspendre el subministrament d'aliments, deixant-la morir, ja que, segons ell, "hauria expressat clarament el desig de morir en cas de patir un accident que la deixés en coma o en estat vegetatiu". Tanmateix, el cas ha generant gran controvèrsia en el marc de l'habitual debat entorn de l'eutanàsia fins a arribar a l'àmbit polític i judicial.

## Judici

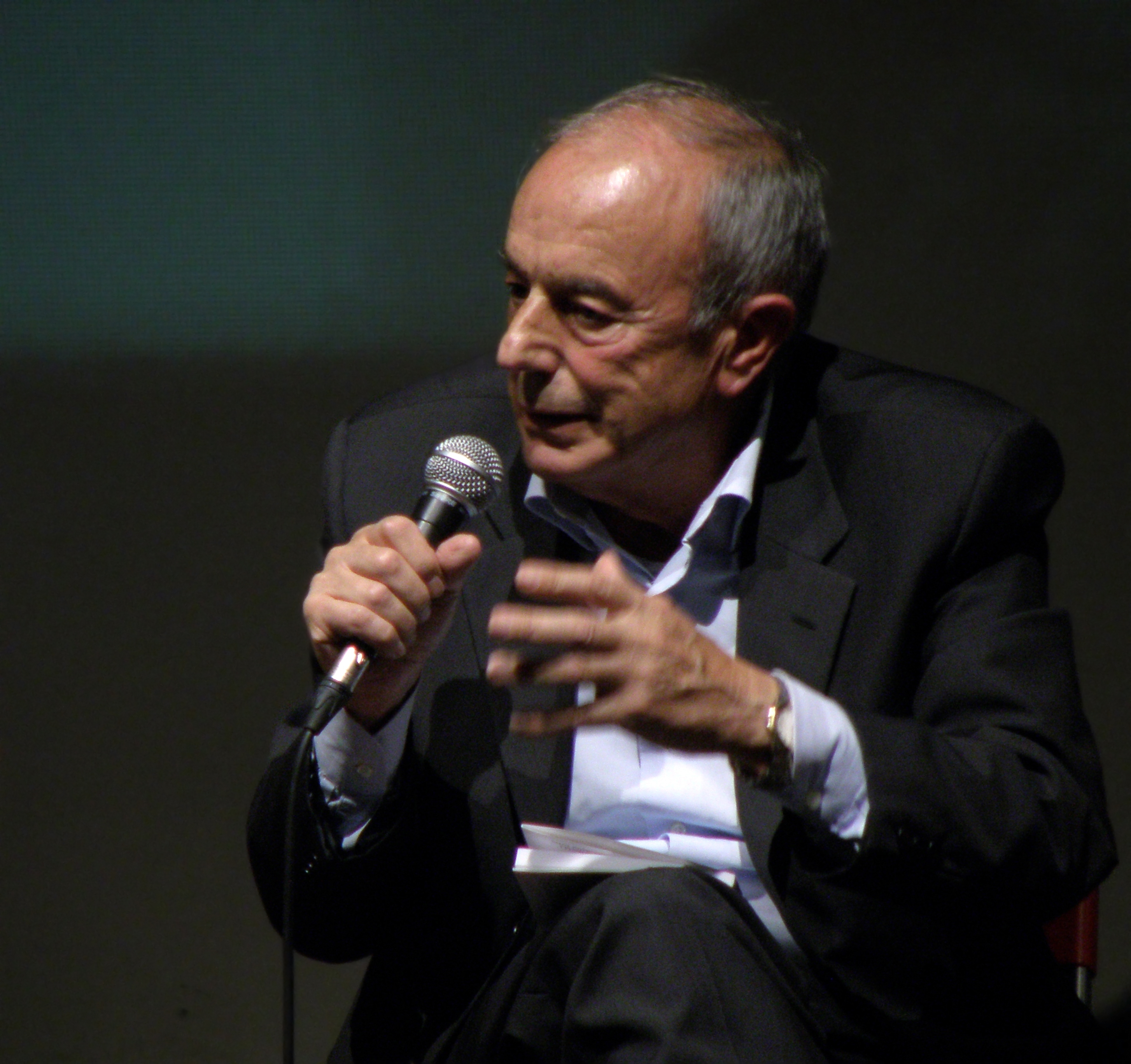
Beppino Englaro, pare d'Eluana

El cas va ser portat a la cort i la petició del pare rebutjada el desembre de 1999 per la Cort d'Apel·lacions de Milà, i l'abril de 2005 per la Cort de Cassació (Tribunal Suprem). La petició d'un segon judici va ser concedida per la mateixa Cort de Cassació el 16 d'octubre de 2007, la qual va generar una dura crítica del Vaticà. La Cort d'Apel·lacions de Milà va sentenciar, el juliol de 2008, que el pare i tutor d'Eluana, Beppino Englaro, tenia permès interrompre-li el subministrament d'alimentació. Des de l'any 1994 Eluana havia estat allotjada i tractada per monges de Lecco, de manera que el seu pare va decidir canviar-la a un altre hospital per aconseguir que es fes efectiva la mesura d'interrompre el tractament. L'opinió pública va discrepar entorn de la sentència de la Cort d'Apel·lacions, mostrant-se alguns a favor d'ella, com el partit polític Italians Radicals, i d'altres en contra, com ara el periodista Giuliano Ferrara.
En una de les seves escasses aparicions públiques, Beppino Englaro va assenyalar que, malgrat que estava legalment facultat per suspendre el tractament de la seva filla, no estava disposat a procedir fins que tot el procés d'apel·lació hagués conclòs.
El 13 de novembre de 2008, la Cort Suprema d'Itàlia va concedir al pare d'Eluana el dret a desconnectar-la de les màquines que li permetien seguir amb vida. Aquesta decisió va topar amb la immediata oposició de l'Església Catòlica Romana. Ennio Cardinal Antonelli, president del Consell Pontifici per a la Família, va assenyalar: "Eluana està en 'estat vegetatiu', però no és vegetal. És una persona que està dormint. La persona, fins i tot en tal estat, manté tota la seva dignitat. La persona és valuosa en si mateixa, no per quant ella en consumeix o produeix, o pel plaer o satisfacció que pot donar a d'altres".
El febrer de 2009, fou portada a un hospital privat d'Udine, Itàlia, on un equip mèdic (constituït únicament per voluntaris) l'assistí mentre estigué ingressada en ell. El 6 de febrer de 2009, el govern italià aprovà un decret llei que obligava a continuar amb el tractament d'Eluana, però el president de la república, Giorgio Napolitano, va rebutjar firmar-lo per tal d'impedir que entrés en vigor.
Fou declarada morta a les 20:10h (GMT+1) del 9 de febrer de 2009 després d'haver estat 17 anys en estat vegetatiu.